# Win Tin
Win Tin (tiếng Miến Điện: ဝင်းတင်, [wɪ́ɴ tɪ̀ɴ], 12 tháng 3 năm 1929 – 21 tháng 4 năm 2014) là một chính trị gia và cựu tù nhân chính trị người Myanmar. Ông đã bị chính quyền Myanmar bắt trong tháng 7 năm 1989 và bị giam tù 19 năm vì giữ một cương vị cao trong Liên đoàn Quốc gia vì Dân chủ (National League for Democracy) và vì các bài viết của ông.
Win Tin đã bị xử 20 năm tù vì bị cáo buộc là "tuyên truyền chống chính phủ" và bị nhốt ở nhà tù Insein (gần Yangon). Một trong các nguyên nhân khiến ông bị giam là việc ông tìm cách báo cho Liên Hợp Quốc về những vi phạm nhân quyền tiếp tục diễn ra trong các nhà tù của Myanmar. Ở tuổi 81, sức khỏe của ông vốn đã suy yếu, lại trầm trọng thêm vì cách đối xử ở trong nhà tù, trong đó có tra tấn, chữa trị thuốc men thiếu thốn, bị nhốt trong một xà lim được thiết kế cho các con chó của quân đội, không có giường nệm, và bị tước đoạt thực phẩm cùng nước uống trong thời gian dài.
Từ đầu năm 2006 ông đã không được quyền gặp Ủy ban Chữ thập đỏ quốc tế tới thăm.
Ngày 23.9.2008, ông được phóng thích trước thời hạn, sau 19 năm bị cầm tù
Sau khi được phóng thích, Win Tin đã nỗ lực tổ chức lại "Liên đoàn Dân chủ quốc gia". Ông đã tái phát động các cuộc họp hàng tuần Ủy ban chấp hành Trung ương của đảng, vốn đã không được tổ chức thường xuyên từ năm 2003. Ông cũng đã lại tiếp tục tổ chức hội nghị bàn tròn thường xuyên, gọi là "Giới trẻ và Tương lai" với sự tham gia của Aung San Suu Kyi trước đây. Win Tin cũng thường tới thăm gia đình các tù nhân chính trị để hỗ trợ tinh thần và động viên họ.

## Giải thưởng
- Năm 2001, Win Tin được UNESCO trao Giải Guillermo Cano cho Tự do Báo chí trên thế giới cho những nỗ lực bảo vệ và xúc tiến quyền tự do ngôn luận của ông.
- Cùng năm, ông cũng được trao Giải Bút vàng Tự do của Hiệp hội Báo thế giới.